# Oliviero Forzetta
Oliviero Forzetta (Treviso, 1299 o 1300 – Treviso, 1373) è stato un collezionista di testi classici, monete, gemme, iscrizioni e frammenti di scultura.

## Biografia
Notaio di Treviso, possessore di una raccolta di pitture, stemmi e ritratti di famiglia, ma soprattutto cammei, bronzi, monete, statue e rilievi antichi. Si tratta di una raccolta che testimonia i vasti interessi di Forzetta, maturati a contatto con i centri del preumanesimo veneto e soprattutto con Padova.
Il trevigiano è da considerarsi il precursore del fenomeno del collezionismo.